# Hruby Gyula
Schwanenheimi lovag Hruby Gyula (Versec, Temes megye, 1826 – Temesvár, 1849. augusztus 20.) őrnagy, az 1848–49-es forradalom és szabadságharc első kivégzett honvédtisztje.

## Élete
A római katolikus Hruby Albert cseh születésű császári és királyi huszár főhadnagy és Hegen Katalin fia. Nőtlen. 1844-ben hadfi, 1846-ban hadnagy az 1. Császár huszárezredben.
1848 nyarán a szerb felkelők ellen harcolt. Októberben ezredével besorolt a honvédseregbe és főhadnagy lett. 1849. január 9.: alszázados, január 15.: főszázados a Görgei Artúr tábornok törzsének védelmét ellátó huszárszázadnál. Március 29. (április 1.) őrnagy a 13. huszárezrednél a VII. (feldunai) hadtestben, később Görgei Artúr segédtisztje volt. Július 19-én betegen Szegeden tartózkodott.
A szabadságharc végén a császáriak fogságába esett, Haynau rögtönítélő bíróság elé állíttatta, amely halálra ítélte, és Temesváron 1849. augusztus 20-án kivégezték.